# Kraftwerkskomplex Tanjung Bin
Der Kraftwerkskomplex Tanjung Bin besteht aus zwei Kohlekraftwerken im Bundesstaat Johor, Malaysia, die am westlichen Eingang der Straße von Johor gelegen sind. Das Kap Tanjung Piai liegt ungefähr 8 km südwestlich des Kraftwerkskomplexes.
Das Kraftwerk Tanjung Bin ist im Besitz von Tanjung Bin Power Sdn. Bhd. (TBP) und wird auch von TBP betrieben. Das Kraftwerk Tanjung Bin Energy ist im Besitz von Tanjung Bin Energy Issuer Bhd. (TBE). Die Malakoff Corporation Berhad (MCB) hält 90 % an TBP und 100 % an TBE.

## Kraftwerksblöcke
Der Kraftwerkskomplex besteht aus den zwei benachbarten Kraftwerken Tanjung Bin (Anlage 1) und Tanjung Bin Energy (Anlage 2). Die folgende Tabelle gibt einen Überblick:
| Anlage | Block | Max. Leistung (MW) | Betriebsbeginn | Turbine | Generator | Dampfkessel |
| ------ | ----- | ------------------ | -------------- | ------- | --------- | ----------- |
| 1      | 1     | 700                | 28.09.2006     | Toshiba | Toshiba   | IHI         |
|        | 2     | 700                | 28.02.2007     | Toshiba | Toshiba   | IHI         |
|        | 3     | 700                | 2007           | Toshiba | Toshiba   | IHI         |
| 2      | 1     | 1000               | 03.2016        | Alstom  | Alstom    | Alstom      |

Mit dem Bau des Kraftwerks Tanjung Bin Energy wurde im August 2012 begonnen. Die Netzsynchronisation erfolgte im Oktober 2015. Das Kraftwerk nahm im März 2016 den kommerziellen Betrieb auf. Es verwendet ultra-superkritische Dampferzeuger (siehe Überkritisches Wasser), wodurch ein Wirkungsgrad von bis zu 47 % erreicht wird. Bei Volllast verbraucht es 450 t Kohle pro Stunde. Auf dem Areal des Kohlelagers können bis zu 520.000 t Kohle gelagert werden.